# KSK Maldegem
Koninklijk Sportkring Maldegem w skrócie KSK Maldegem – belgijski klub piłkarski, grający niegdyś w trzeciej lidze belgijskiej, mający siedzibę w mieście Maldegem.

## Historia
Klub został założony w 1920 roku jako Melde Football Club. W 1924 roku zmienił nazwę na Melda Maldegem, a w 1945 na Melda's Sportkring Maldegem. W 1960 roku przemianowano go na Sportkring Maldegem, a w 1996 roku do nazwy klubu dodano słowo Koninklijk i tym samym nazwano go Koninklijk Sportkring Maldegem. W swojej historii klub spędził 8 sezonów na poziomie trzeciej ligi. 

## Stadion
Domowe mecze klub rozgrywa na stadionie o nazwie Stade Maurice De Waele, położonym w Maldegem. Stadion może pomieścić 3000 widzów.

## Reprezentanci kraju grający w klubie
Stan na listopad 2021
| - Kevin Roelandts |